# Скела (комуна, Галац)
Скела (рум. Schela) — комуна у повіті Галац в Румунії. До складу комуни входять такі села (дані про населення за 2002 рік):
- Негря (676 осіб)
- Скела (2893 особи)

Комуна розташована на відстані 180 км на північний схід від Бухареста, 18 км на північний захід від Галаца.

## Населення
За даними перепису населення 2002 року у комуні проживали 3569 осіб.
Національний склад населення комуни:
| Національність | Кількість осіб | Відсоток |
| -------------- | -------------- | -------- |
| румуни         | 3563           | 99,8%    |
| цигани         | 6              | 0,2%     |

Рідною мовою назвали:
| Мова      | Кількість осіб | Відсоток |
| --------- | -------------- | -------- |
| румунська | 3563           | 99,8%    |
| циганська | 6              | 0,2%     |

Склад населення комуни за віросповіданням:
| Релігія            | Кількість осіб | Відсоток |
| ------------------ | -------------- | -------- |
| православні        | 3255           | 91,2%    |
| п'ятдесятники      | 296            | 8,3%     |
| бретрени           | 7              | 0,2%     |
| римо-католики      | 5              | 0,1%     |
| адвентисти         | 2              | 0,1%     |
| баптисти           | 1              | < 0,1%   |
| не вказали релігію | 3              | 0,1%     |

## Зовнішні посилання
- Дані про комуну Скела на сайті Ghidul Primăriilor